# 만경향교 대성전
만경향교 대성전(萬頃鄕校 大成殿)은 대한민국 전북특별자치도 김제시 만경향교에 있는 건축물이다. 1984년 4월 1일 전라북도의 문화재자료 제114호로 지정되었다.

## 개요
향교는 공자와 여러 성현께 제사를 지내고 지방민의 교육과 교화를 위해 나라에서 세운 교육기관이다.
만경향교는 조선 태종 7년(1407)에 만경동헌 서편에 있는 송전리에 처음 지었다. 광해군(재위 1608∼1623) 때 불타 없어져 인조 15년(1637)에 지금의 동문내리에 다시 지어 오늘에 이르고 있다.
대성전은 앞면 3칸 · 옆면 3칸의 규모이며, 지붕은 옆에서 볼 때 사람 인(人)자 모양인 맞배지붕이다. 대성전 안에는 공자를 비롯하여 중국과 한국 성현의 위패를 모시고 있다.
조선시대에는 나라에서 토지와 노비 · 책 등을 지원받아 학생을 가르쳤으나, 지금은 교육 기능은 없어지고 제사 기능만 남아 있다.

## 참고 자료
- 만경향교 대성전 - 국가유산청 국가유산포털